# Vera-Ellen
Vera-Ellen, geboren als Vera-Ellen Westmeier Rohe (Norwood, 16 februari 1921 - Los Angeles, 30 augustus 1981) was een Amerikaans actrice en danseres.

## Carrière
Vera-Ellen begon op 9-jarige leeftijd al te dansen en werd op 16-jarige leeftijd de winnaar van de talentenshow Major Bowes Amateur Hour. Hierna begon ze haar carrière als professionele danseres.
In 1939 kreeg ze haar debuut op Broadway toen ze op 18-jarige leeftijd te zien was in Very Warm For May. Ondanks haar kleine lengte groeide ze uit tot een van de jongste Rockettes van de Radio City Music Hall. Dit resulteerde in aangeboden rollen op Broadway. Ze was te zien in verscheidene stukken en werd door Samuel Goldwyn opgemerkt toen ze te zien was in A Connecticut Yankee. Hij hielp haar aan haar doorbraak in de filmwereld. In 1945 was ze door Goldwyn tegenover Danny Kaye en Virginia Mayo te zien in haar debuutfilm Wonder Man.
Vera-Ellen groeide uit tot een musicalactrice op de voorgrond en werd gecast tegenover onder andere Gene Kelly, Fred Astaire en de Marx Brothers. Met Danny Kaye, Bing Crosby en Rosemary Clooney speelde zij in Irving Berlin's "White Christmas". Ze werd in de tijd dat ze een beroemdheid was uitgeroepen tot de actrice met de "kleinste voorgevel van Hollywood". Dit had ermee te maken dat ze leed aan anorexia nervosa, wat resulteerde in vervroegd ouder worden. Om die reden stopte ze in 1957 al met acteren in films. Met haar tweede echtgenoot kreeg ze een dochter, die in 1963 stierf aan wiegendood. Dit was voor Vera-Ellen uitermate traumatisch en om die reden trok ze zich ook terug uit het publieke leven.
Vera-Ellen stierf in 1981 aan kanker.

## Filmografie
- Wonder Man (1945) - Midge Mallon
- The Kid from Brooklyn (1946) - Susie Sullivan
- Three Little Girls in Blue (1946) - Myra Charters
- Carnival in Costa Rica (1947) - Luisa Molina
- Words and Music (1948) - Zichzelf
- Love Happy (1949) - Maggie Phillips
- On the Town (1949) - Ivy Smith
- Three Little Words (1950) - Jessie Brown/Jessie Kalmar
- Happy Go Lovely (1951) - Janet Jones
- The Belle of New York (1952) - Angela Bonfils
- Call Me Madam (1953) - Prinses Maria
- Big Leaguer (1953) - Christy
- White Christmas (1954) - Judy Haynes
- Let's Be Happy (1957) - Jeannie MacLean

- Biblioteca Nacional de España: XX4579221
- Bibliothèque nationale de France: cb139261546 (data)
- Gemeinsame Normdatei: 1209313626
- International Standard Name Identifier: 0000 0000 8372 4741
- Library of Congress Control Number: n85376589
- MusicBrainz: 466c71a5-2c80-4648-89a3-24d2bd5b516e
- Nationale Bibliotheek van Israël: 987007406223305171
- SNAC: w6ct06wn
- Système universitaire de documentation: 086196383
- Virtual International Authority File: 35918348
- WorldCat: E39PBJmTtCCq4QmRMDFDckrQbd